# جولي فيرير
جولي فيرير (بالفرنسية: Julie Ferrier)‏ هي راقصة ومخرجة وممثلة فرنسية، ولدت في 5 ديسمبر 1971 في فرنسا.

## أعمال

### أفلام
- (2007) مستر بينز هوليداي[2]

## وصلات خارجية
- جولي فيرير على موقع IMDb (الإنجليزية)
- جولي فيرير على موقع ألو سيني (الفرنسية)
- جولي فيرير على موقع أول موفي (الإنجليزية)
- جولي فيرير على موقع قاعدة بيانات الأفلام السويدية (السويدية)
- جولي فيرير على موقع قاعدة بيانات الفيلم (الإنجليزية)
- جولي فيرير على موقع كينوبويسك (الروسية)